# Andrzej Rudy
Andrzej Rudy (ur. 15 października 1965 w Ścinawie) – polski piłkarz grający na pozycji pomocnika.

## Kariera klubowa
Karierę zaczynał w Odrze Ścinawa po czym w wieku 15 lat przeszedł do Śląska Wrocław. W ekstraklasie zadebiutował 12 października 1983. Ze Śląskiem zdobył Puchar Polski. Po sezonie 1987/88 został kupiony przez GKS Katowice. Potem grał w niemieckich klubach m.in. w FC Köln. Następnie kontynuował karierę m.in. w Ajaksie, z którym zdobył dwa razy Puchar Holandii i raz mistrzostwo.

## Kariera reprezentacyjna
W reprezentacji zadebiutował 12 listopada 1986 w wygranym przez Polskę meczu towarzyskim z Irlandią. Zdobywca brązowego medalu na 4. Mistrzostwach Europy U 18 w ZSRR w 1984.
W nocy z 10 na 11 listopada 1988 uciekł z hotelu położonego na przedmieściach Mediolanu, w którym zatrzymała się reprezentacja ligi polskiej przed meczem zaplanowanym na 12 listopada z reprezentacją ligi włoskiej. Następnie przedostał się do RFN, gdzie kontynuował karierę.
W pierwszej reprezentacji Polski rozegrał 16 meczów, w których zdobył 3 bramki.

## Kariera trenerska
W latach 2010–2011 był trenerem klubu Sportfreunde Siegen.